# Le Tyran de Syracuse (film, 1962)
Pour les articles homonymes, voir Le Tyran de Syracuse.
Pour plus de détails, voir Fiche technique et Distribution.
Le Tyran de Syracuse  (Il tiranno di Siracusa) est un film (péplum) italo-américain d'Alberto Cardone et de Curtis Bernhardt sorti en 1962.

## Synopsis
À la mort du Protée, le chef de l'école pythagoricienne, Pythias est envoyé en Sicile chercher Arcanos pour lui succéder. Malgré les supplications de Nérissa, sa jeune femme enceinte, il se rend à Syracuse où le tyran Dionysus persécute les pythagoriciens, parce qu'ils prêchent la fraternité des hommes et menacent ainsi la hiérarchie sociale. À peine arrivé, Pythias est attaqué par Damon le chef des truands de la ville .….

## Fiche technique
Sauf indication contraire, les informations mentionnées dans cette section peuvent être confirmées par la base de données cinématographiques IMDb,  présente dans la section « Liens externes ».
- Titre original : Il tiranno di Siracusa ou Damon and Pythias
- Mise en scène : Curtis Bernhardt et Alberto Cardone[1]
- Scénario : Bridget Boland, Barry Oringer, Samuel Marx et Franco Riganti
- Maitre d’armes : Franco Fantasia
- Musique : Angelo Francesco Lavagnino
- Images: Aldo Tonti
- Distributeur :Metro Goldwyn Mayer
- Producteur : Sam Jaffe et Franco Riganti
- Pour 	: International Motion Picture
- Pays d'origine :  Italie,  États-Unis
- Dates de sortie :
  - États-Unis : Juin 1962
  - Italie : 30 août 1962
- Durée : 99 min
- Genre : péplum

## Distribution
- Guy Williams : Damon
- Don Burnett : Pythias
- Ilaria Occhini : Nerissa femme de Pythias
- Liana Orfei : Adriana
- Arnoldo Foa : Dionysus le Tyran
- Andrea Bosic : Arcanos
- Carlo Giustini : Cariso
- Osvaldo Ruggieri : Demetrius
- Marina Berti : Mereka, sœur de Pythias
- Aldo Silvani : Le patriarche
- Franco Fantasia : Tarcus
- Lawrence Montaigne : Joueur de flûte
- Enrico Glori : Nikos, l’informateur de Cariso
- Carolyn de Fonseca : Chloe
- Maurizio Boldoni : Le Fils de Dionysus
- Gianni Bonagura (en) : Phylemon
- Vittorio Bonos : Digenus
- Carlo Rizzo : Libia
- Tiberio Murgia : compagnon de Damon
- Giovanna Maculani : Hermione
- Enzo Fiermonte : Un geôlier
- Giulio Maculani : Hernus
- Franco Ressel : Un officier

## Autour du film
- Dans la version française les voix des acteurs sont respectivement (Source : Fedan) : Jean-Claude Michel (Guy Williams), Marc Cassot (Don Burnett), Janine Freson (Ilaria Occhini), Michele Bardollet (Liana Orfei), Jacques Dacqmine (Arnoldo Foa), Lucien Bryonne (Andrea Bosic), William Sabatier (Carlo Giustini), Hubert Noel (Osvaldo Ruggeri), Jean-Paul Moulinot (Aldo Silvani), Pierre Collet (Franco Fantasia), Henri Djanik (Lawrence Montaigne),Emile Duard (Enrico Glori), Michèle Montel (Carolyn de Fonseca), Gérard Férat (Vittorio Bonos), ),Jacques Marin (Carlo Rizzo), Jacques Torrens